# Stephen Hughes (ur. 1976)
Stephen John Hughes (ur. 18 września 1976 w Wokingham) – angielski piłkarz występujący na pozycji pomocnika. Wychowanek Arsenalu, w swojej karierze grał także w takich zespołach jak Fulham, Everton, Watford, Charlton Athletic, Coventry City oraz Walsall. Młodzieżowy reprezentant Anglii.

## Sukcesy

### Arsenal
- Mistrzostwo Anglii: 1997/98
- Puchar Anglii: 1997/98
- Tarcza Dobroczynności: 1998
- FA Youth Cup: 1993/94

### Indywidualne
- Zawodnik sezonu Coventry City: 2004/05
- Zawodnik sezonu Coventry City według piłkarzy: 2004/05